# Прадо, Хуан де
Хуан де Прадо (ок. 1563 — 24 мая 1631 года) — испанский римско-католический священник и член «Ордена меньших братьев». По поручению папы Урбана VIII служил миссионером в Марокко, прежде чем был убит по приказу султана Аль Валид бин Зидана.
В 1728 году Папа Римский Бенедикт XIII утвердил беатификацию Хуана де Прадо, указав, что священник был убит из ненависти к христианской вере.

## Биография
Хуан де Прадо родился в Леоне около 1563 года в знатной семье и вскоре осиротел. Изучал богословие в Университете Саламанки и в 1584 году вступил в Орден меньших братьев (Order of Friars Minor). Вскоре он был рукоположён и начал своё служение в качестве проповедника. Де Прадо служил в разных францисканских монастырях в качестве начинающего мастера, а затем в качестве опекуна (guardian).
В 1610 году был избран настоятелем францисканской провинции Сан-Диего. В 1613 году в результате вспышки чумы в Марокко погибли все действовавшие там францисканцы. Де Прадо был назначен папой Урбаном VIII апостольским миссионером для работы среди небольшого христианского населения Марокко.
Он и два его товарища отправились 27 ноября из Кадиса и прибыли в Марракеш. Здесь он проповедовал и поддерживал верующих. Францисканцы также окормляли христианских рабов, что вызвало трения с местными мусульманскими властями. Несмотря на приказ султана Марокко покинуть страну, трое францисканцев и продолжили свою работу.
Вскоре султан Аль Валид бен Зидан арестовал францисканцев и заключил их в тюрьму. Они были приговорены к каторжным работам: дроблению селитры для изготовления пороха. На допросе де Прадо проигнорировал присутствие султана и обратился с речью к присутствовшим там отступникам от христианства. В гневе Ал Валид ударил де Прадо и сбил его с ног, после чего Де Прадо был ранен двумя стрелами.
Султан приказал чтобы де Прадо был казнён сожжением. Во время казни Де Прадо продолжал увещевать палачей, убеждая их следовать за Христом. Один из них потерял терпение и убил Де Прадо ударом камня в голову.

### Беатификация
24 мая 1728 года Папа Римский Бенедикт XIII подтвердил что Де Прадо был убит из ненависти к вере (лат. in odium fidei), что позволило причислить его к лику блаженных.